# Première circonscription de Thessalonique
La première circonscription de Thessalonique ou Thessalonique A (en grec Εκλογική περιφέρεια Α΄ Θεσσαλονίκης) est une circonscription législative de la Grèce. Elle correspond au territoire de la municipalité de Thessalonique. Elle compte 514 217 électeurs inscrits en janvier 2015.

Situation de la première circonscription de Thessalonique

## Élections législatives de mai 2012

### Résultats
La première circonscription de Thessalonique élit seize députés en mai 2012. Les élections ont lieu au scrutin proportionnel plurinominal avec prime majoritaire et un seuil de représentation de 3 % des suffrages exprimés au niveau national.
357 769 électeurs se sont exprimés sur 511 548 inscrits, soit un taux de participation de 69,94 %. Parmi les vingt-cinq listes candidates, sept listes obtiennent au moins un siège dans la circonscription.
| Rang | Liste                              | Nombre de voix | Pourcentage des voix | Nombre de sièges |
| ---- | ---------------------------------- | -------------- | -------------------- | ---------------- |
| 1    | SYRIZA                             | +60 800,       | 17,46 %              | 3                |
| 2    | Nouvelle Démocratie                | +51 570,       | 14,81 %              | 6                |
| 3    | Grecs indépendants                 | +40 311,       | 11,57 %              | 2                |
| 4    | Mouvement socialiste panhellénique | +36 309,       | 10,42 %              | 1                |
| 5    | Parti communiste de Grèce          | +32 430,       | 9,31 %               | 2                |
| 6    | Gauche démocrate                   | +25 932,       | 7,45 %               | 1                |
| 7    | Aube dorée                         | +24 081,       | 6,91 %               | 1                |

### Députés

#### SYRIZA
La liste de la SYRIZA est en tête et obtient trois sièges.
| Rang | Nom                   | Nombre de voix |
| ---- | --------------------- | -------------- |
| 1    | Tássos Kourákis       | +12 975,       |
| 2    | Ioánnis Amanatídis    | +11 583,       |
| 3    | Déspina Charalambídou | +10 659,       |

#### Nouvelle Démocratie
La liste de la Nouvelle Démocratie est deuxième et obtient six sièges.
| Rang | Nom                     | Nombre de voix |
| ---- | ----------------------- | -------------- |
| 1    | Kóstas Karamanlís       | +51 570,       |
| 2    | Konstantínos Ghioulékas | +22 736,       |
| 3    | Stávros Kalafátis       | +15 395,       |
| 4    | Élena Rápti             | +14 391,       |
| 5    | Yánnis Ioannídis        | +14 102,       |
| 6    | Georgios Orfanos        | +10 718,       |

#### Grecs indépendants
La liste des Grecs indépendants est troisième et obtient deux sièges.
| Rang | Nom                  | Nombre de voix |
| ---- | -------------------- | -------------- |
| 1    | Gavriil Avramidis    | +07 699,       |
| 2    | Chryssoula Giatagana | +07 367,       |

#### Mouvement socialiste panhellénique
La liste du Mouvement socialiste panhellénique est quatrième et obtient un siège.
| Rang | Nom                 | Nombre de voix |
| ---- | ------------------- | -------------- |
| 1    | Evángelos Venizélos | +36 309,       |

#### Parti communiste de Grèce
La liste du Parti communiste de Grèce est cinquième et obtient deux sièges.
| Rang | Nom                       | Nombre de voix |
| ---- | ------------------------- | -------------- |
| 1    | Aléka Paparíga            | +32 430,       |
| 2    | Ioannis Ziogas            | +11 927,       |
| 3    | Théodosios Konstantinidis | +09 799,       |

La présidente du parti Aléka Paparíga choisit de siéger pour la deuxième circonscription d'Athènes ; Théodosios Konstantinidis devient député pour la première circonscription de Thessalonique.

#### DIMAR
La liste de la DIMAR est sixième et obtient un siège.
| Rang | Nom                           | Nombre de voix |
| ---- | ----------------------------- | -------------- |
| 1    | Assimina Xirotyri-Ekaterinari | +05 244,       |

#### Aube dorée
La liste d'Aube dorée est septième et obtient un siège.
| Rang | Nom             | Nombre de voix |
| ---- | --------------- | -------------- |
| 1    | Antónios Grégos | +08 613,       |

## Élections législatives de juin 2012

### Résultats
La première circonscription de Thessalonique élit seize députés en juin 2012. Les sièges sont répartis à l'issue d'un scrutin proportionnel plurinominal avec prime majoritaire entre les listes ayant obtenu au moins 3 % des suffrages exprimés au niveau national.
342 848 électeurs se sont exprimés sur 511 077 inscrits, soit un taux de participation de 67,08 %. Parmi les dix-neuf listes candidates, sept listes obtiennent au moins un siège dans la circonscription.
| Rang | Liste                              | Nombre de voix | Pourcentage des voix | Nombre de sièges |
| ---- | ---------------------------------- | -------------- | -------------------- | ---------------- |
| 1    | Nouvelle Démocratie                | +94 219,       | 27,75 %              | 6                |
| 2    | SYRIZA                             | +91 526,       | 26,95 %              | 4                |
| 3    | Mouvement socialiste panhellénique | +34 738,       | 10,23 %              | 1                |
| 4    | Grecs indépendants                 | +30 290,       | 8,92 %               | 2                |
| 5    | Gauche démocrate                   | +25 292,       | 7,45 %               | 1                |
| 6    | Aube dorée                         | +23 038,       | 6,78 %               | 1                |
| 7    | Parti communiste de Grèce          | +15 278,       | 4,50 %               | 1                |

### Députés
La répartition des sièges au sein de chaque liste élue dépend du nombre de voix obtenues individuellement par chaque candidat, suivant le système du vote préférentiel. Dans la première circonscription de Thessalonique, les listes peuvent comporter jusqu'à vingt candidats. Les électeurs peuvent exprimer un vote préférentiel pour un maximum de quatre candidats sur la liste pour laquelle ils votent.

#### Nouvelle Démocratie
La liste de la Nouvelle Démocratie est en tête et obtient six sièges.
| Rang | Nom                     |
| ---- | ----------------------- |
| 1    | Kóstas Karamanlís       |
| 2    | Konstantínos Ghioulékas |
| 3    | Stávros Kalafátis       |
| 4    | Eléni Rápti             |
| 5    | Yánnis Ioannídis        |
| 6    | Georgios Orfanos        |

#### SYRIZA
La liste de la SYRIZA est deuxième et obtient quatre sièges.
| Rang | Nom                   |
| ---- | --------------------- |
| 1    | Tássos Kourákis       |
| 2    | Ioánnis Amanatídis    |
| 3    | Déspina Charalambídou |
| 4    | Ioánna Gaïtáni        |

#### Mouvement socialiste panhellénique
La liste du Mouvement socialiste panhellénique est troisième et obtient un siège.
| Rang | Nom                 |
| ---- | ------------------- |
| 1    | Evángelos Venizélos |

#### Grecs indépendants
La liste des Grecs indépendants est quatrième et obtient deux sièges.
| Rang | Nom                  |
| ---- | -------------------- |
| 1    | Gavriil Avramidis    |
| 2    | Chryssoula Giatagana |

#### DIMAR
La liste de la DIMAR est cinquième et obtient un siège.
| Rang | Nom                           |
| ---- | ----------------------------- |
| 1    | Assimina Xirotyri-Ekaterinari |

#### Aube dorée
La liste d'Aube dorée est sixième et obtient un siège.
| Rang | Nom             |
| ---- | --------------- |
| 1    | Antónios Grégos |

#### Parti communiste de Grèce
La liste du Parti communiste de Grèce est septième et obtient un siège.
| Rang | Nom                       |
| ---- | ------------------------- |
| 1    | Aléka Paparíga            |
| 2    | Théodosios Konstantinidis |

La présidente du parti Aléka Paparíga choisit de siéger pour la deuxième circonscription d'Athènes ; Théodosios Konstantinidis devient député pour la première circonscription de Thessalonique.

## Élections législatives de janvier 2015

### Résultats
La première circonscription de Thessalonique élit seize députés en janvier 2015. Les sièges sont répartis à l'issue d'un scrutin proportionnel plurinominal avec prime majoritaire entre les listes ayant obtenu au moins 3 % des suffrages exprimés au niveau national.
356 081 électeurs se sont exprimés sur 514 217 inscrits, soit un taux de participation de 69,25 %. Parmi les dix-huit listes candidates, sept listes obtiennent au moins un siège dans la circonscription.
| Rang | Liste                              | Nombre de voix | Pourcentage des voix | Nombre de sièges |
| ---- | ---------------------------------- | -------------- | -------------------- | ---------------- |
| 1    | SYRIZA                             | +118 353,      | 34,12 %              | 7                |
| 2    | Nouvelle Démocratie                | +086 174,      | 24,84 %              | 4                |
| 3    | Aube dorée                         | +024 536,      | 7,07 %               | 1                |
| 4    | La Rivière                         | +024 284,      | 7,00 %               | 1                |
| 5    | Parti communiste de Grèce          | +019 464,      | 5,61 %               | 1                |
| 6    | Grecs indépendants                 | +019 359,      | 5,58 %               | 1                |
| 7    | Union des Centristes               | +017 776,      | 5,12 %               | 0                |
| 8    | Mouvement socialiste panhellénique | +014 280,      | 4,12 %               | 1                |

L'Union des Centristes n'est pas représentée au Parlement grec car elle n'a pas atteint le seuil de 3 % des suffrages exprimés au niveau national.

### Députés
La répartition des sièges au sein de chaque liste élue dépend du nombre de voix obtenues individuellement par chaque candidat, suivant le système du vote préférentiel. Dans la première circonscription de Thessalonique, les listes peuvent comporter jusqu'à vingt candidats. Les électeurs peuvent exprimer un vote préférentiel pour un maximum de quatre candidats sur la liste pour laquelle ils votent.

#### SYRIZA
La liste de la SYRIZA est en tête et obtient sept sièges.
| Rang | Nom                        | Nombre de voix |
| ---- | -------------------------- | -------------- |
| 1    | Ioánnis Amanatídis         | +27 626,       |
| 2    | Déspina Charalambídou      | +26 535,       |
| 3    | Tássos Kourákis            | +21 738,       |
| 4    | Triandafyllos Mitafidis    | +21 559,       |
| 5    | Aléxandros Triandafyllídis | +15 279,       |
| 6    | Kyriakí Tektonídou         | +14 851,       |
| 7    | Ioánna Gaïtáni             | +14 791,       |

#### Nouvelle Démocratie
La liste de la Nouvelle Démocratie est deuxième et obtient quatre sièges.
| Rang | Nom                     | Nombre de voix |
| ---- | ----------------------- | -------------- |
| 1    | Kóstas Karamanlís       | +86 174,       |
| 2    | Konstantínos Ghioulékas | +31 823,       |
| 3    | Stávros Kalafátis       | +31 087,       |
| 4    | Élena Rápti             | +26 298,       |

#### Aube dorée
La liste d'Aube dorée est troisième et obtient un siège.
| Rang | Nom             | Nombre de voix |
| ---- | --------------- | -------------- |
| 1    | Antónios Grégos | +08 639,       |

#### La Rivière
La liste de La Rivière est quatrième et obtient un siège.
| Rang | Nom                | Nombre de voix |
| ---- | ------------------ | -------------- |
| 1    | Christína Tachiáou | +04 698,       |

#### Parti communiste de Grèce
La liste du Parti communiste de Grèce est cinquième et obtient un siège.
| Rang | Nom                 | Nombre de voix |
| ---- | ------------------- | -------------- |
| 1    | Athanásios Vardalís | +06 470,       |

#### Grecs indépendants
La liste des Grecs indépendants est sixième et obtient un siège.
| Rang | Nom             | Nombre de voix |
| ---- | --------------- | -------------- |
| 1    | Kóstas Zouráris | +06 488,       |

#### Mouvement socialiste panhellénique
La liste du Mouvement socialiste panhellénique est huitième et obtient un siège.
| Rang | Nom                 | Nombre de voix |
| ---- | ------------------- | -------------- |
| 1    | Evángelos Venizélos | +14 280,       |

## Élections législatives de septembre 2015

### Résultats
La première circonscription de Thessalonique élit seize députés en septembre 2015. Les sièges sont répartis à l'issue d'un scrutin proportionnel plurinominal avec prime majoritaire entre les listes ayant obtenu au moins 3 % des suffrages exprimés au niveau national.
309.149 électeurs se sont exprimés sur 516.246 inscrits, soit un taux de participation de 59,88 %. Parmi les dix-huit listes candidates, huit listes obtiennent au moins un siège dans la circonscription.
| Rang | Liste                     | Nombre de voix | Pourcentage des voix | Nombre de sièges |
| ---- | ------------------------- | -------------- | -------------------- | ---------------- |
| 1    | SYRIZA                    | +108 286,      | 35,81 %              | 6                |
| 2    | Nouvelle Démocratie       | +076 469,      | 25,29 %              | 4                |
| 3    | Aube dorée                | +021 970,      | 7,27 %               | 1                |
| 4    | Union des Centristes      | +020 504,      | 6,78 %               | 1                |
| 5    | Parti communiste de Grèce | +016 055,      | 5,31 %               | 1                |
| 6    | La Rivière                | +014 637,      | 4,84 %               | 1                |
| 7    | Coalition démocratique    | +013 051,      | 4,32 %               | 1                |
| 8    | Grecs indépendants        | +011 670,      | 3,86 %               | 1                |

### Députés
La répartition des sièges au sein de chaque liste élue dépend du nombre de voix obtenues individuellement par chaque candidat, suivant le système du vote préférentiel. Dans la première circonscription de Thessalonique, les listes peuvent comporter jusqu'à vingt candidats.

#### SYRIZA
La liste de la SYRIZA est en tête et obtient six sièges.
| Rang | Nom                        |
| ---- | -------------------------- |
| 1    | Níkos Paraskevópoulos      |
| 2    | Ioánnis Amanatídis         |
| 3    | Tássos Kourákis            |
| 4    | Markos Mpolaris            |
| 5    | Triandafyllos Mitafidis    |
| 6    | Aléxandros Triandafyllídis |

#### Nouvelle Démocratie
La liste de la Nouvelle Démocratie est deuxième et obtient quatre sièges.
| Rang | Nom                     |
| ---- | ----------------------- |
| 1    | Kóstas Karamanlís       |
| 2    | Konstantínos Ghioulékas |
| 3    | Stávros Kalafátis       |
| 4    | Élena Rápti             |

#### Aube dorée
La liste d'Aube dorée est troisième et obtient un siège.
| Rang | Nom             |
| ---- | --------------- |
| 1    | Antónios Grégos |

#### Union des Centristes
La liste de l'Union des Centristes est quatrième et obtient un siège.
| Rang | Nom              |
| ---- | ---------------- |
| 1    | Vasilis Leventis |

#### Parti communiste de Grèce
La liste du Parti communiste de Grèce est cinquième et obtient un siège.
| Rang | Nom           |
| ---- | ------------- |
| 1    | Ioannis Delis |

#### La Rivière
La liste de La Rivière est sixième et obtient un siège.
| Rang | Nom                 |
| ---- | ------------------- |
| 1    | Stávros Theodorákis |

#### Coalition démocratique
La liste de la Coalition démocratique est septième et obtient un siège.
| Rang | Nom                 |
| ---- | ------------------- |
| 1    | Evángelos Venizélos |

#### Grecs indépendants
La liste des Grecs indépendants est huitième et obtient un siège.
| Rang | Nom             |
| ---- | --------------- |
| 1    | Kóstas Zouráris |

## Élections législatives de juillet 2019

### Résultats
La première circonscription de Thessalonique élit seize députés en juillet 2019. Les sièges sont répartis à l'issue d'un scrutin proportionnel plurinominal avec prime majoritaire entre les listes ayant obtenu au moins 3 % des suffrages exprimés au niveau national.
309 468 électeurs se sont exprimés sur 531 732 inscrits, soit un taux de participation de 58,2 %. Parmi les dix-huit listes candidates, six listes obtiennent au moins un siège dans la circonscription.
| Rang | Liste                                    | Nombre de voix | Pourcentage des voix | Nombre de sièges |
| ---- | ---------------------------------------- | -------------- | -------------------- | ---------------- |
| 1    | Nouvelle Démocratie                      | 107 429        | 35,52%               | 7                |
| 2    | SYRIZA                                   | 94 693         | 31,31%               | 5                |
| 3    | Mouvement pour le changement             | 18 313         | 6,05%                | 1                |
| 5    | Solution grecque                         | 16 289         | 5,39%                | 1                |
| 4    | Parti communiste de Grèce                | 16 037         | 5,30%                | 1                |
| 6    | Front de désobéissance réaliste européen | 14 410         | 4,76%                | 1                |